# Rudolph Pabus Cleveringa (1887-1972)
Rudolph Pabus Cleveringa  (Leek (Groningen), 27 juli 1887 - Tietjerksteradeel, 11 januari 1972) was een Nederlands rechtsgeleerde. Hij was president van het Gerechtshof Leeuwarden.

## Biografie
Cleveringa, telg uit het geslacht Cleveringa, werd geboren als zoon van een notaris in Leek. Hij studeerde aan de Rijksuniversiteit Groningen en promoveerde daar in 1912 op stellingen. In de periode die daarop volgde werkte hij als advocaat en procureur in Middelburg en in 1918 werd hij benoemd tot rechter-plaatsvervanger in Leeuwarden. In 1923 kreeg hij in Groningen de functie van rechter toebedeeld en in 1931 werd hij raadsheer bij het Gerechtshof Leeuwarden. Het jaar erop werd hij penningmeester van het Fries Genootschap.
Tijdens de Tweede Wereldoorlog wilde men hem aanstellen als president van het gerechtshof in Leeuwarden, maar Cleveringa weigerde omdat hij niet door de Duitsers benoemd wenste te worden. In 1942 werd hij door de Duitsers opgepakt en naar het gijzelaarskamp in Haaren overgebracht. Vermoedelijk is hij opgepakt omdat hij de functie weigerde. Na de oorlog werd hij, op 1 september 1945, alsnog tot president van het gerechtshof benoemd. Hij vervulde deze functie tot en met 1957.
Cleveringa werd in 1954 lid van de Koninklijke Nederlandse Akademie van Wetenschappen (KNAW) en van 1951 tot en met 1957 was hij voorzitter van het Fries Genootschap.
In 1972 kwam hij te overlijden. Zijn persoonlijk archief berust in de Universiteitsbibliotheek van Groningen.

## Publicaties
- Eenige beschouwingen over het recht van beklemming naar aanleiding van een recent vonnis, in: Themis 79 (1918) 186-218.
- Drieërlei gewoonterecht, in: Themis 82 (1921) 32-60.
- Ontwikkelingslijnen van het rechtsbestel der stad Appingedam in het bijzonder vóór de 18e eeuw. Groningen, 1927.
- Rechtspraak van de Hoofdmannenkamer over huur en beklemming aan het einde der 16e eeuw Haarlem, 1930.
- Gemeene Landswarf en Hoofdmannenkamer te Groningen tot 1601 (Groningen, 1934)
- Overrechters in Stad en Lande. Groningen [enz.], 1941.
- Revisie en beroep te Groningen. Groningen, 1949.
- Het oud-Friese Kestigia, 1959, Verhandeling der KNAW, N.V. Noord-Hollandsche Uitgevers Maatschappij, Amsterdam.